# Geertje Dircx

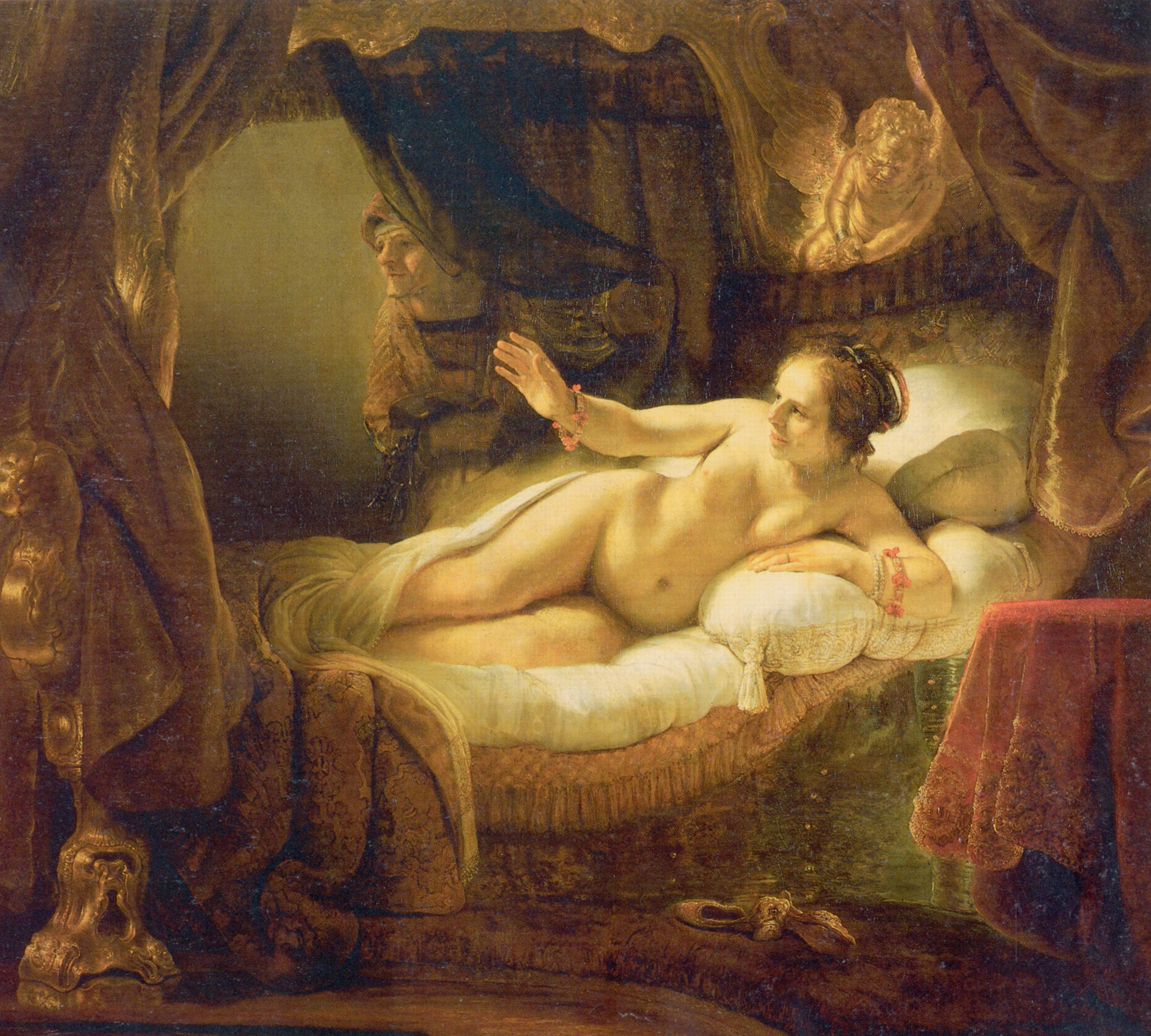
Danae (185 × 203 cm), 1636. In 1985 ging een gestoorde bezoeker in de Hermitage het schilderij te lijf met zwavelzuur, vooral bij de benen. Het kostte twaalf jaar om het doek te restaureren. Bij de presentatie is gesuggereerd dat Rembrandt het gezicht van Saskia veranderde in dat van Geertje.

Geertje Dircx (Edam, 1610-1615 - in of na 1656) was een minnares van de Hollandse kunstschilder Rembrandt van Rijn en het kindermeisje van zijn zoon Titus. Geertje benoemde Titus als haar voornaamste erfgenaam. Rembrandt liet haar opsluiten in een tuchthuis, toen ze een aantal ringen, die ze van Rembrandt had gekregen, bij de lommerd bracht.

## Biografie
Van het begin van haar levensjaren is weinig bekend. Haar ouders trouwden in 1599 en zelf huwde ze in 1634 met de 32-jarige Abraham Claesz. Geertje Dircx is mogelijk ergens tussen 1610 en 1615 geboren, in Edam. Tussen 1630-1640 werkte zij in een herberg in Hoorn. Daarna trok zij naar haar broer Pieter, een scheepstimmerman in Waterland.
Ze kwam rond 1641 als weduwe van scheepstrompetter (of houthandelaar) Abraham Claesz. zonder kinderen bij Rembrandt in dienst. Rond die tijd verbleef ze in het huishouden van haar broer in Ransdorp. Zij kwam rond 1642 in het huis van Rembrandt van Rijn (het tegenwoordige Rembrandthuis in de Jodenbreestraat) terecht als droge min (kindermeisje) van de vlak daarvoor geboren Titus, de zoon van Rembrandt en Saskia Uylenburgh (1612-1642). Na Saskia’s dood in juni 1642 begon Rembrandt een verhouding met Geertje die duurde tot 1649. Rembrandt werd verliefd op haar en schonk haar een aantal ringen van zijn overleden echtgenote Saskia. Zij leefden openlijk als man en vrouw. Houbraken was zelfs onder de indruk dat Rembrandt was gehuwd met ‘een boerinnetje uit Ransdorp’, klein van stuk maar ‘welgemaakt van wezen en poezel van lichaam’. Artistiek geïnspireerd heeft ze hem niet; geen enkel schilderij wordt met enige zekerheid met haar in verband gebracht.
In mei 1649 kregen ze ruzie, waarschijnlijk als gevolg van Rembrandts liefde voor zijn huishoudster Hendrickje Stoffels. Ze ging nu op Rapenburg in het Amsterdamse havengebied wonen. Rembrandt probeerde de zaak goedschiks te regelen en stelde haar op 15 juni 1649 voor dat hij haar voortaan een jaarlijks onderhoud van 60 gulden zou betalen. Maar Geertje wees dit van de hand.

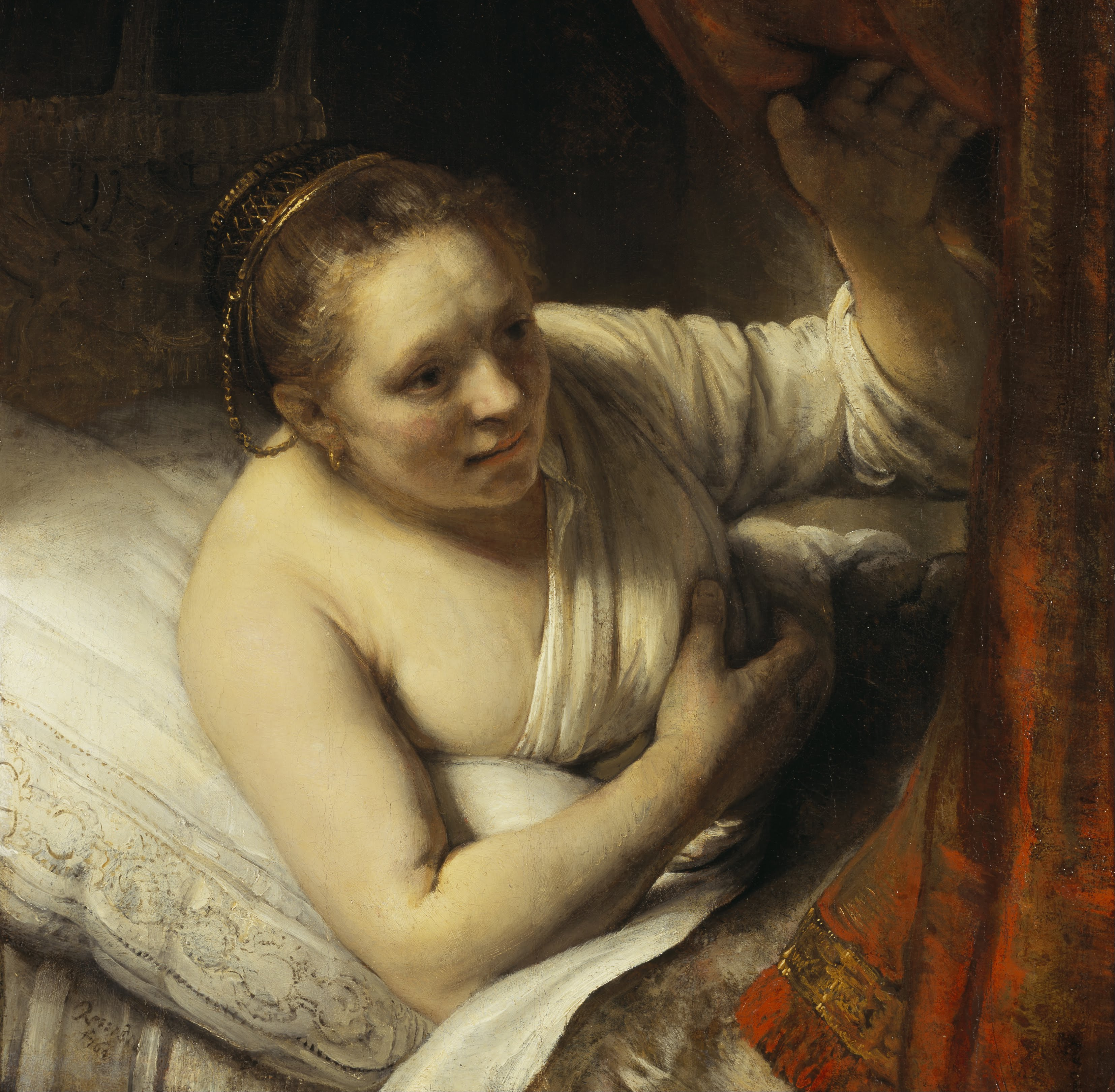
Rembrandt (1647?) Sara in verwachting van Tobias. National Gallery of Scotland, Edinburgh. Volgens Gary Schwartz zou dit Geertje Dircx kunnen zijn.

### Gerechtelijke procedures
Zij daagde Rembrandt voor de drie Commissarissen van Huwelijkse Zaken (waaronder Jacob F. Hinlopen) wegens verbroken huwelijksbeloften en ging met de beurs met onder meer een ring met diamanten naar de lommerd. Rembrandt stelde voor de zaak te schikken. Hij bood Geertje een eenmalig bedrag van 200 gulden om de juwelen terug te kopen die zij verpand had, en daarna jaarlijks 160 gulden. Toen Geertje de overeenkomst bij Rembrandt kwam ondertekenen, schopte ze een scène. Ze wilde niet eens luisteren toen de notaris het contract voorlas, en weigerde de overeenkomst te tekenen. De partijen gingen zonder een minnelijke schikking uit elkaar. De zaak moest nu voor de rechter worden uitgevochten. Na een derde dagvaarding verscheen Rembrandt op 23 oktober 1649 eindelijk voor de rechtbank. Geertje vertelde de rechters 'van hem beslapen te sijn tot diverse reysen'. De commissarissen verhoogden daarop het jaarlijks bedrag tot 200 gulden. Het hof bepaalde dat Rembrandt alimentatie moest betalen op voorwaarde dat ze Titus als enige erfgename behield en ze geen van Rembrandts verkregen bezittingen zou verkopen. Rembrandt werd door dit alles dusdanig in beslag genomen dat hij geen enkel schilderij afleverde in dat jaar.
Toen ze opnieuw een aantal zaken verpandde, lukte het Rembrandt om Geertje in 1650 te laten opsluiten in het Spinhuis in Gouda, een tuchthuis voor vrouwen. Haar broer Pieter en neef hielpen Rembrandt door een aantal buren van Geertje verklaringen te laten afleggen over haar handel en wandel. Ze werd veroordeeld tot twaalf jaar opsluiting. De kosten van het vervoer (140 gulden) naar Gouda werden door Rembrandt voorgeschoten. Pas na vijf jaar lukte het haar vriendin Trijn Jacobs uit Edam haar vrij te praten, terwijl Rembrandt brieven naar de Goudse magistraat stuurde waarin hij eiste dat Geertje nog moest worden vastgehouden. Vermoedelijk was Geertjes slechte gezondheidstoestand doorslaggevend voor haar vrijlating. Daarna bereidde ze een klacht tegen Rembrandt voor wegens onrechtmatige inhechtenisneming op grond van lasterpraat en verzamelde getuigenissen. Rembrandt deed hetzelfde en wist in een kort geding gedaan te krijgen dat haar broer Pieter Amsterdam niet mocht verlaten. Hij had hem nodig als getuige. Op 8 augustus 1656 werd Geertje onder Rembrandts zeven belangrijkste schuldeisers geschaard. Kort daarop is ze waarschijnlijk in Edam aan haar ziekte bezweken.
Volgens haar biograaf Christoph Driessen dwingt de hardnekkigheid waarmee ze de veel invloedrijker Rembrandt bestreed, respect af. 'Een dermate zelfbewust optreden van een alleenstaande vrouw van bescheiden afkomst was in de zeventiende eeuw buiten de Nederlandse Republiek nauwelijks voorstelbaar.'